# 紐育の波止場
『紐育の波止場』（にゅーよーくのはとば）（原題: The Docks of New York）は、1928年に制作されたジョセフ・フォン・スタンバーグ監督によるアメリカの映画である。スタンバーグ監督＝ジョージ・バンクロフト作品の中では最高で、アメリカ映画サイレント末期の代表作の一つである。29年度キネマ旬報ベストテン1位。

## ストーリー

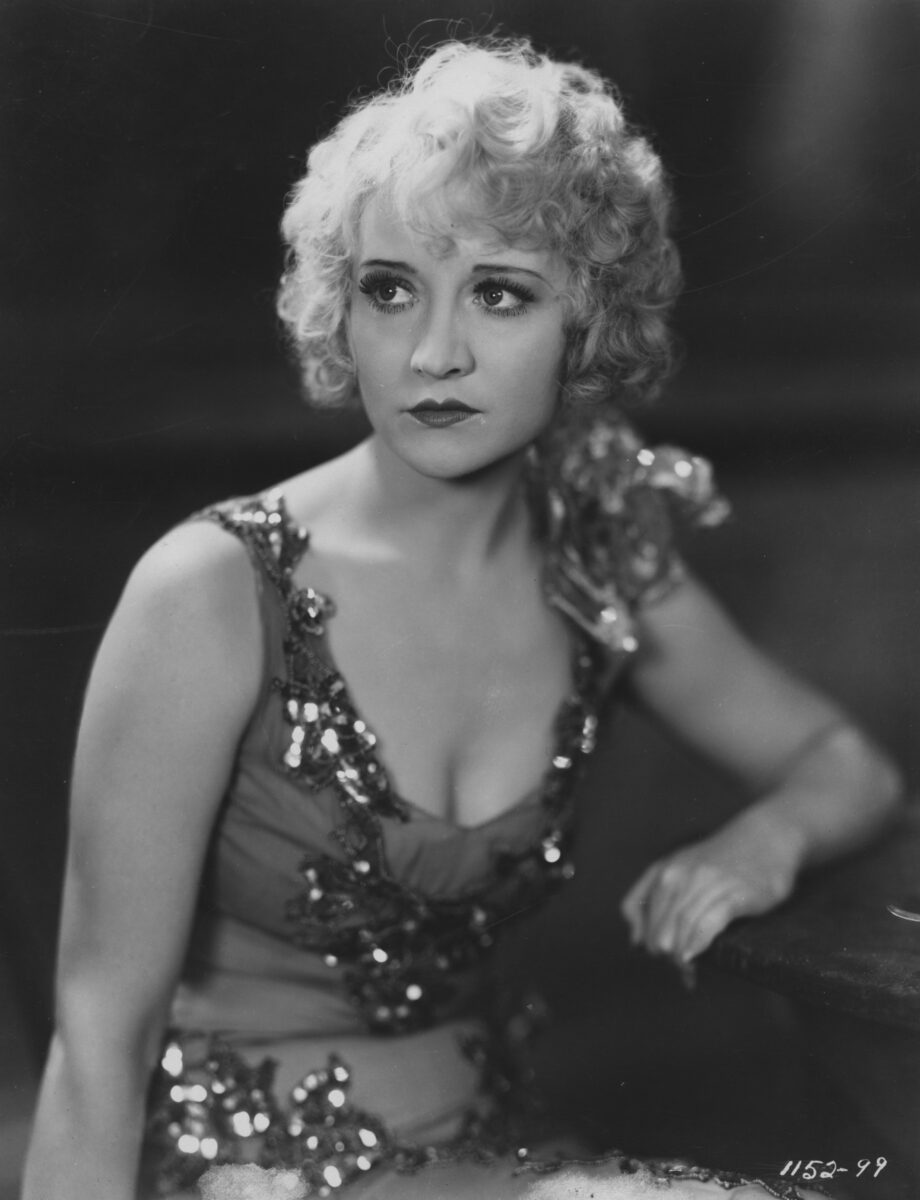
ベティ・カンプソン

## キャスト
- ビル・ロバーツ - 貨物船の火夫：ジョージ・バンクロフト
- メイ - 娼婦：ベティ・カンプソン
- ルー - アンディの妻：オルガ・バクラノヴァ
- “シュガー”スティーヴ - ビルの相棒：クライド・クック
- アンディ - 三等機関士：ミッチェル・ルイス
- “讃美歌集”ハリー - 水兵：グスタフ・フォン・セイファーティッツ

## スタッフ
- 監督：ジョセフ・フォン・スタンバーグ
- 原作：ジョン・モンク・サウンダース
- 脚本：ジュールス・ファースマン
- 撮影：ハロルド・ロッソン

## 製作
ストーリーは映画「つばさ」の原作者として名声を高めたジョン・モンク・サウンダースの書下ろし。脚本はすでに長年ヴェテランぶりを発揮してきたジュールス・ファースマンで、多くのスタンバーグ監督の作品に参加している。